# Lotta libera ai Giochi della XIV Olimpiade - Pesi medio-massimi
La competizione della categoria pesi medio-massimi (fino a 87 kg) di lotta libera dei Giochi della XIV Olimpiade si è svolta dal 29 al 31 luglio al Earls Court Exhibition Centre a Londra.

## Formato
Ad ogni incontro venivano assegnate le seguenti penalità:
- 0 = Al vincitore per schienata
- 1 = Al vincitore per decisione
- 2 = Allo sconfitto per decisione (1 giudici contro 2)
- 3 = Allo sconfitto per decisione (0 giudici contro 3)
- 3 = Allo sconfitto per schienata

Con cinque penalità o più il lottatore veniva eliminato.

## Risultati
| Legenda                                  | Legenda |
| ---------------------------------------- | ------- |
| Lottatore con 5 penalità o più Eliminato |         |

### 1º Turno
Si è disputato il 29 luglio.
| Vincitore         | Pen. | Risultato | Sconfitto             | Pen. |
| ----------------- | ---- | --------- | --------------------- | ---- |
| Fernand Payette   | 0    | Schienata | Robert Landesmann     | 3    |
| Spyros Defteraios | 0    | Schienata | Mohamed Ragab El-Zaim | 3    |
| Bengt Fahlkvist   | 1    | 3:0       | Oscar Verona          | 3    |
| Pat Morton        | 1    | 3:0       | Mansour Mir Ghavami   | 3    |
| Muharrem Candaş   | 1    | 3:0       | Karel Istaz           | 3    |
| Johnny Sullivan   | 1    | 3:0       | József Tarányi        | 3    |
| Henry Wittenberg  | 1    | 3:0       | Pekka Mellavuo        | 3    |
| Fritz Stöckli     | 0    | Esente    |                       |      |

### 2º Turno
Si è disputato il 30 luglio.
| Vincitore        | Pen. | Risultato | Sconfitto             | Pen. |
| ---------------- | ---- | --------- | --------------------- | ---- |
| Fritz Stöckli    | 0    | Schienata | Robert Landesmann     | 6    |
| Fernand Payette  | 0    | Schienata | Spyros Defteraios     | 3    |
| Oscar Verona     | 3    | Schienata | Mohamed Ragab El-Zaim | 6    |
| Bengt Fahlkvist  | 2    | 3:0       | Pat Morton            | 4    |
| József Tarányi   | 4    | 3:0       | Mansour Mir Ghavami   | 6    |
| Henry Wittenberg | 1    | Schienata | Johnny Sullivan       | 4    |
| Muharrem Candaş  | 2    | 3:0       | Pekka Mellavuo        | 6    |
| Karel Istaz      | 3    | Esentato  |                       |      |

### 3º Turno
Si è disputato il 30 luglio.
| Vincitore        | Pen. | Risultato | Sconfitto         | Pen. |
| ---------------- | ---- | --------- | ----------------- | ---- |
| Fritz Stöckli    | 0    | Schienata | Karel Istaz       | 6    |
| Fernand Payette  | 1    | 3:0       | Oscar Verona      | 6    |
| Bengt Fahlkvist  | 2    | Schienata | Spyros Defteraios | 6    |
| Pat Morton       | 5    | 2:1       | Johnny Sullivan   | 6    |
| Henry Wittenberg | 1    | Schienata | József Tarányi    | 7    |
| Muharrem Candaş  | 2    | Esentato  |                   |      |

### 4º Turno
Si è disputato il 30 luglio.
| Vincitore        | Pen. | Risultato | Sconfitto       | Pen. |
| ---------------- | ---- | --------- | --------------- | ---- |
| Fritz Stöckli    | 1    | 2:1       | Muharrem Candaş | 4    |
| Bengt Fahlkvist  | 2    | Schienata | Fernand Payette | 4    |
| Henry Wittenberg | 1    | Esentato  |                 |      |

### 5º Turno
Si è disputato il 30 luglio.
| Vincitore        | Pen. | Risultato | Sconfitto       | Pen. |
| ---------------- | ---- | --------- | --------------- | ---- |
| Henry Wittenberg | 1    | Schienata | Muharrem Candaş | 7    |
| Fritz Stöckli    | 1    | Schienata | Fernand Payette | 7    |
| Bengt Fahlkvist  | 2    | Esentato  |                 |      |

### 6º Turno
Si è disputato il 30 luglio.
| Vincitore        | Pen. | Risultato | Sconfitto       | Pen. |
| ---------------- | ---- | --------- | --------------- | ---- |
| Henry Wittenberg | 2    | 2:1       | Bengt Fahlkvist | 4    |
| Fritz Stöckli    | 1    | Esentato  |                 |      |

### 7º Turno
Si è disputato il 30 luglio.
| Vincitore        | Pen. | Risultato | Sconfitto       | Pen. |
| ---------------- | ---- | --------- | --------------- | ---- |
| Fritz Stöckli    | 2    | 2:1       | Bengt Fahlkvist | 6    |
| Henry Wittenberg | 2    | Esentato  |                 |      |

### Turno finale
Si è disputato il 31 luglio.
| Vincitore        | Pen. | Risultato | Sconfitto     | Pen. |
| ---------------- | ---- | --------- | ------------- | ---- |
| Henry Wittenberg | 3    | 2:1       | Fritz Stöckli | 4    |

## Classifica finale
| Pos.    | Atleta                | Nazione       |
| ------- | --------------------- | ------------- |
| Oro     | Henry Wittenberg      | Stati Uniti   |
| Argento | Fritz Stöckli         | Svizzera      |
| Bronzo  | Bengt Fahlkvist       | Svezia        |
| 4       | Fernand Payette       | Canada        |
| 4       | Muharrem Candaş       | Turchia       |
| 6       | Pat Morton            | Sudafrica     |
| 7       | Karel Istaz           | Belgio        |
| 7       | Johnny Sullivan       | Gran Bretagna |
| 7       | Spyros Defteraios     | Grecia        |
| 7       | Oscar Verona          | Italia        |
| 11      | József Tarányi        | Ungheria      |
| 12      | Mohamed Ragab El-Zaim | Egitto        |
| 12      | Pekka Mellavuo        | Finlandia     |
| 12      | Robert Landesmann     | Francia       |
| 12      | Mansour Mir Ghavami   | Iran          |